# 白三烯

LTA_{4} 注意四个双键的位置, 三个双键共轭. 这是A4, B4, C4, D4和E4的共同特点

LTB_{4}

LTC_{4}, LTD_{4}和LTE_{4}是半胱氨酰白三烯

LTD_{4}

LTE_{4}

白三烯（Leukotriene，LT）是一群来自花生四烯酸或其他非饱和脂肪酸的类花生酸炎症介质，含三个共轭双键的20碳直链羟基酸，与过敏性反应有关的生物活性物质，其他与过敏性反应有关的生物活性物质包括组胺、缓激肽、血小板活化因子等。
白三烯由于最早是在白细胞中发现故而得名。它们在体内的主要作用是引起气管平滑肌的收缩，同时也增加微血管通透性。白三烯的过多释放是引起哮喘和过敏性鼻炎的主要原因之一。白三烯拮抗剂(Leukotriene antagonist)可通过抑制白三烯的产生和活动达到治疗哮喘和过敏性鼻炎的效果。

## 种类
白三烯的化学结构有LTA、LTB、LTC、LTD、LTE、LTF等大类，双键的数目在右下角以数字表明。LTC4、LTD4、LTE4和LTF4的结构中都带有半胱氨酸残基，是重要的过敏介质，称为半胱氨酰白三烯(cysteinyl leukotrienes, cysLT),也称为过敏性物质（slow-reacting substance of anaphylaxis，SRS-A）。这四种半胱氨酰白三烯收缩血管平滑肌的能力排序为：LTD4 > LTC4 > LTE4 >> LTF4

## 历史和名字的由来
白三烯是从"leukotriene"一词翻译按照字面意思翻译而来的。"leukotriene"是由"leukocyte"（意为白血球）和"triene"(意思是：含有三个共轭双键的化合物)组合而成的合成词，该单词是由白三烯的发现者瑞典生物化学家本特·薩穆埃爾松在1979年创造的。

## 白三烯的生物合成途径
花生四烯酸是体内白三烯生物合成的前体物质。首先免疫球蛋白E(Ig E)介导的抗原抗体反应导致肥大细胞或嗜碱性细胞内的磷脂酶A2活化，裂解成膜磷脂(Phospholipid)同时释放出花生四烯酸（Arachidonic acid, AA），5-酯氧酶激活蛋白(5-lipoxygenase-activating protein, FLAP)促进花生四烯酸的转移，在5-脂氧酶(5-LO)的作用下催化花生四烯酸的氧化产生5-羟过氧化二十碳四烯酸(5-hydroperoxyeicosatetraenoic acid, 5-HPETE),5-羟过氧化二十碳四烯酸在LTA合成酶(LTA synthelase)的催化下产生LTA4，LTA4经过LTA水解酶(LTA hydrolase)、谷胱甘肽转移酶(GSH transferase)、γ-谷氨酰转移酶(γ-Glu transferase)和脱羧酶(decarboxylase)的一连串催化作用先后产生LTB4、LTC4、LTD4、LTE4和LTF4。